# آدام چمبرز
آدام چمبرز (انگلیسی: Adam Chambers؛ زادهٔ ۲۰ نوامبر ۱۹۸۰) بازیکن فوتبال اهل بریتانیا است.
از باشگاه‌هایی که در آن بازی کرده‌است می‌توان به باشگاه فوتبال وست برومویچ آلبیون، باشگاه فوتبال شفیلد ونزدی، باشگاه فوتبال کیدرمینستر هاریرس، باشگاه فوتبال والسال، و باشگاه فوتبال لیتون اورینت اشاره کرد.